# Moulin de la Rémy

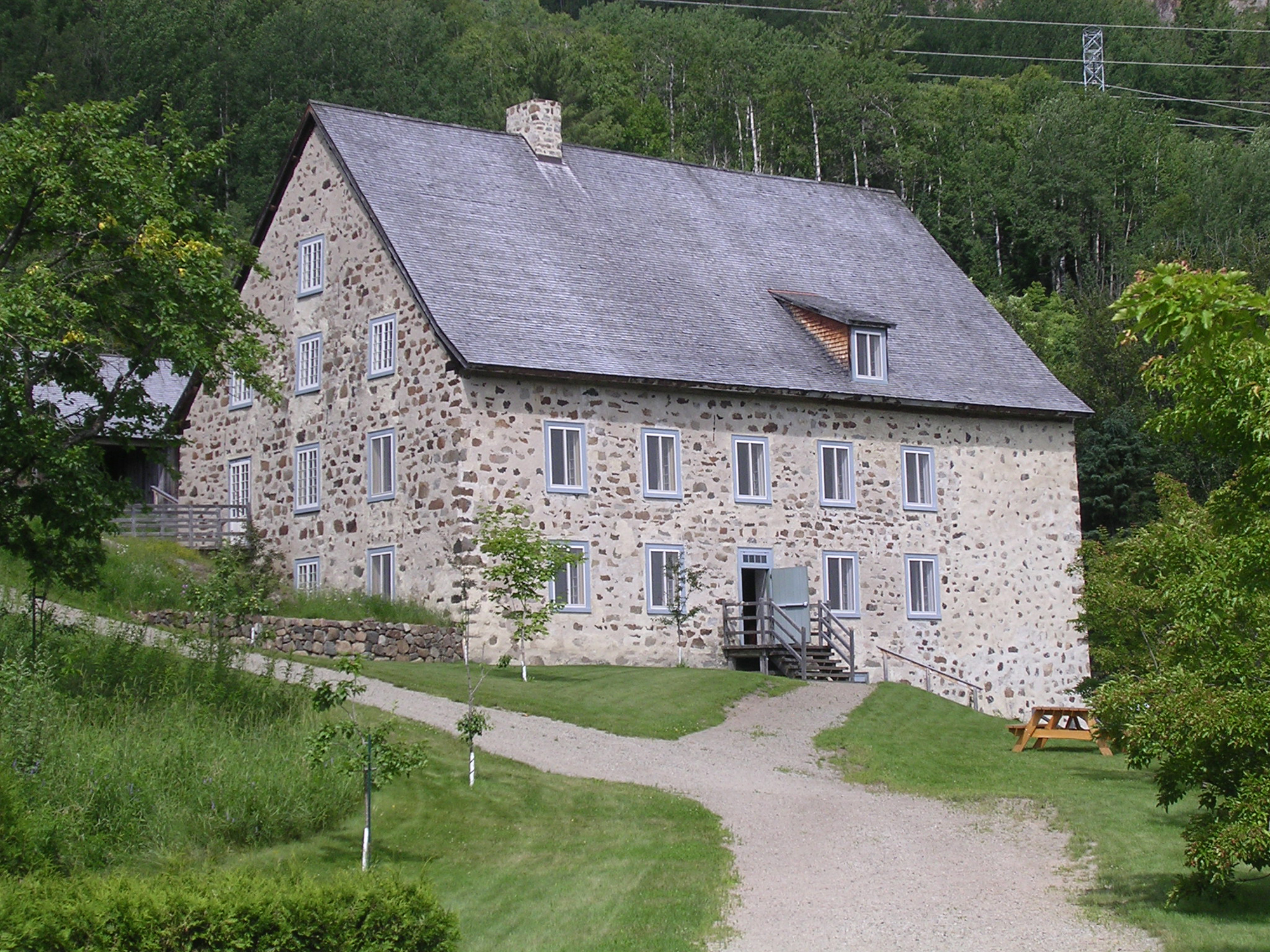
Moulin de la Rémy à Baie-Saint-Paul

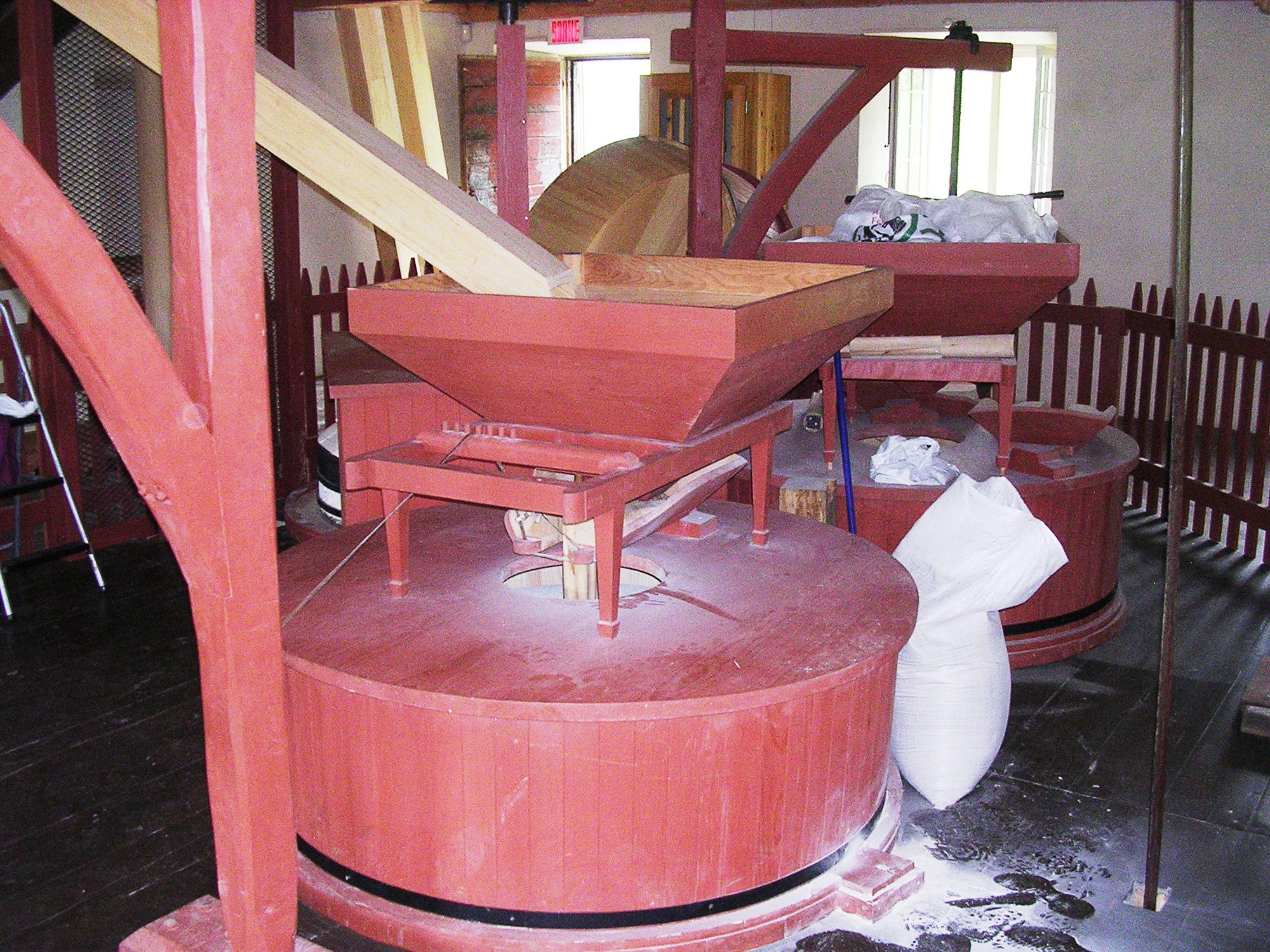
L'une des deux moulanges Moulin de la Rémy à Baie-Saint-Paul

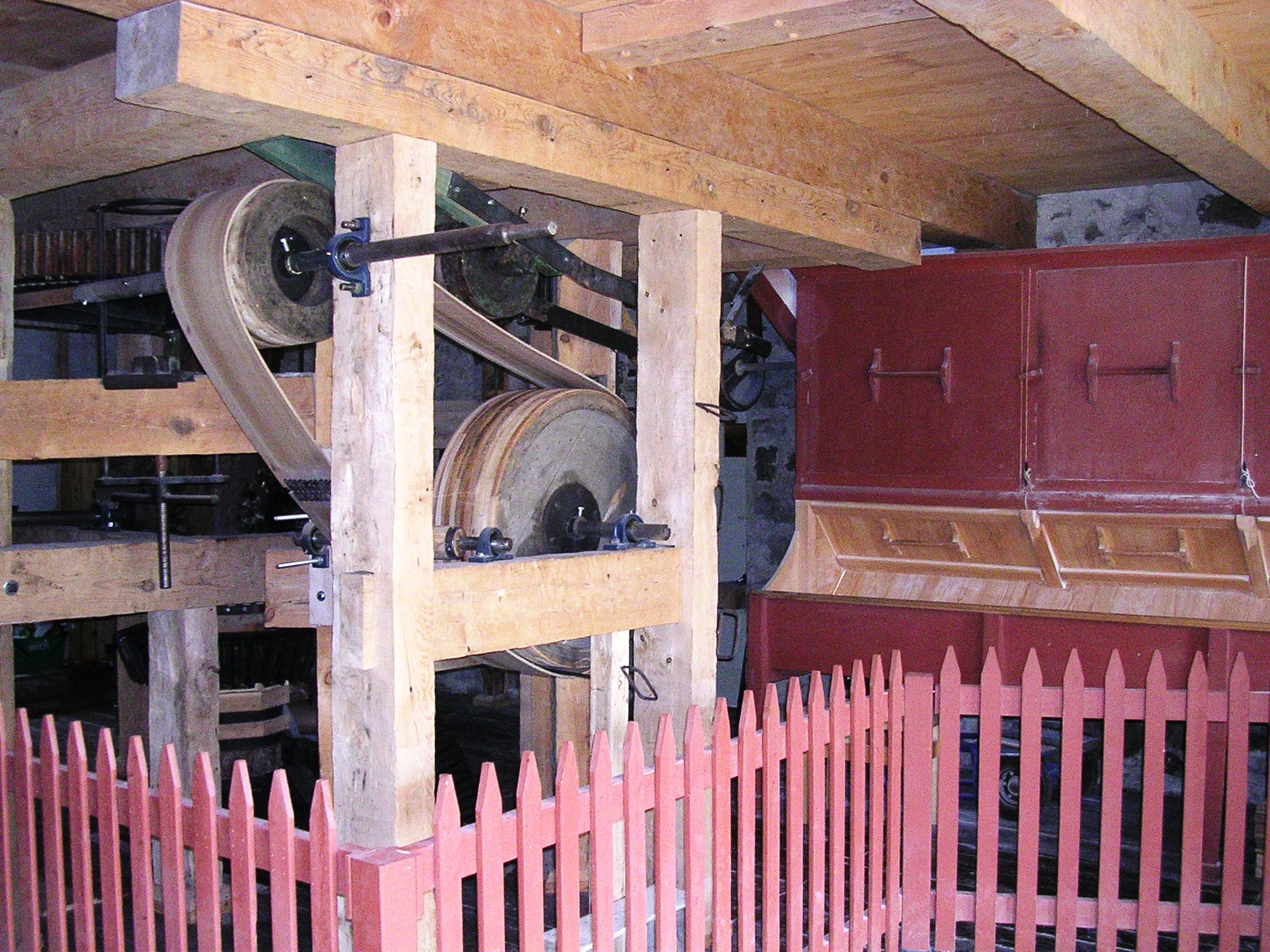
Mécanismes et bluteau du Moulin de la Rémy à SaintBaie-Saint-Paul

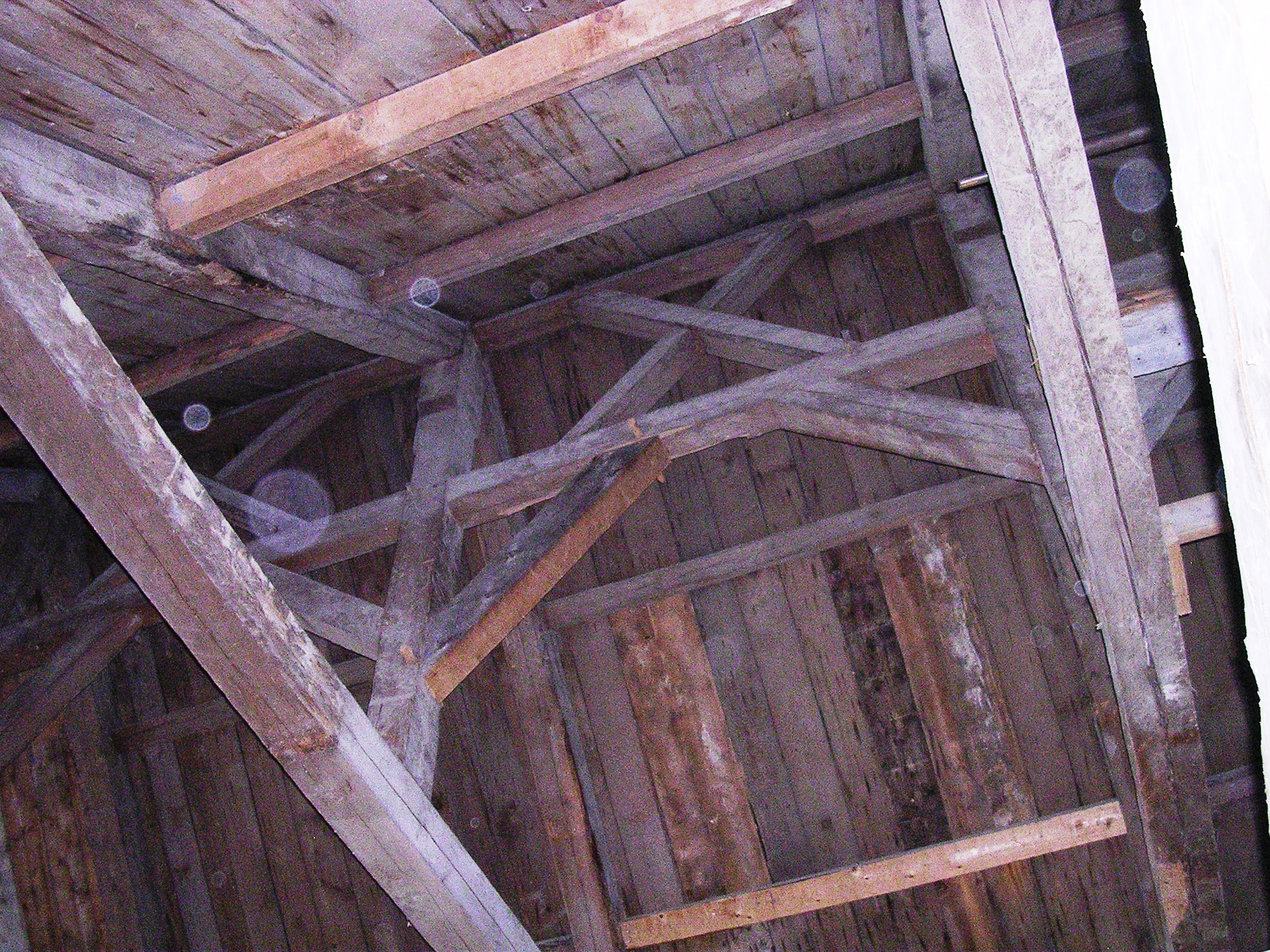
Croix de Saint-André au Moulin de la Rémy à Baie-Saint-Paul

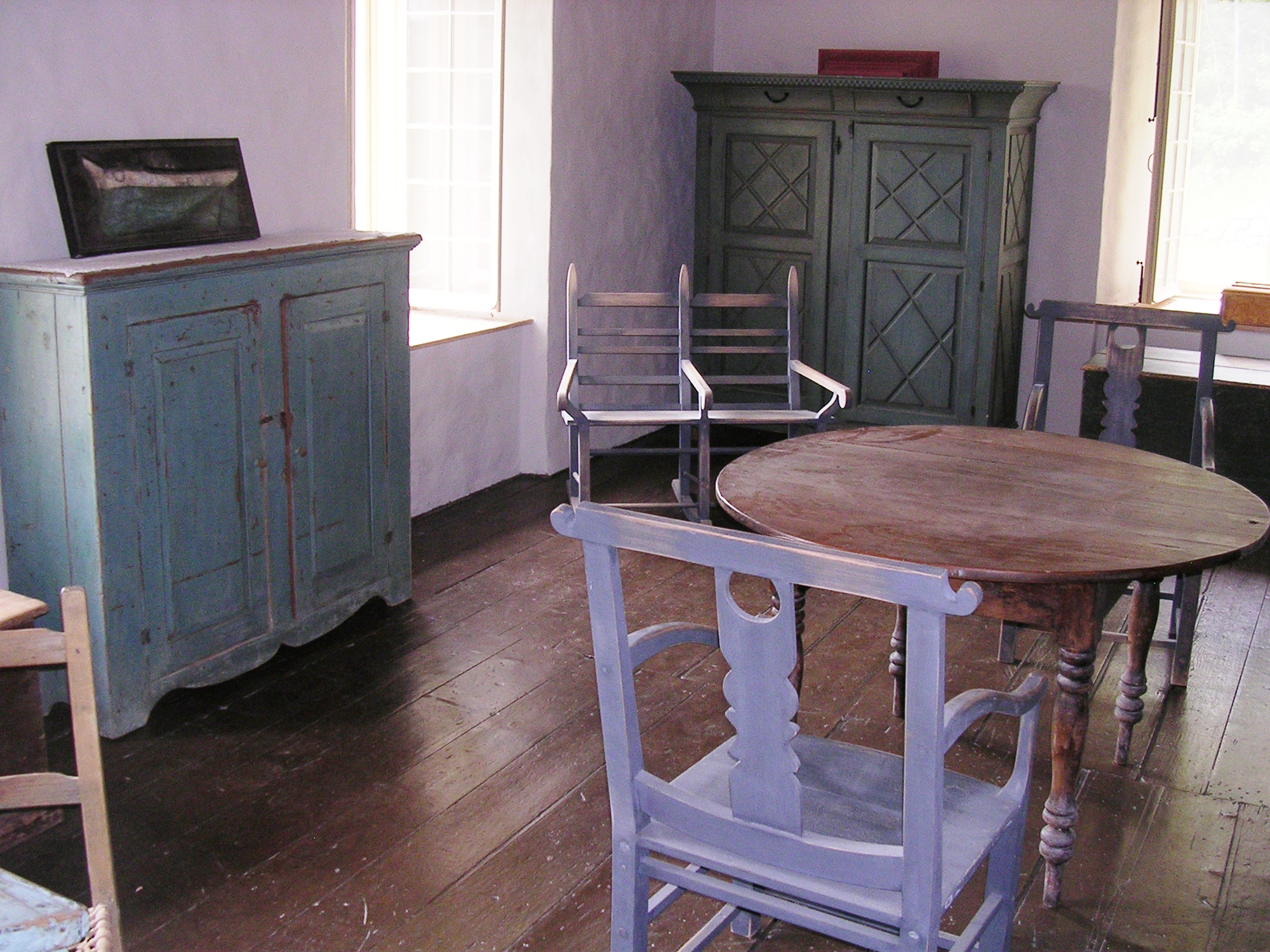
Logis du meunier au Moulin de la Rémy à Baie-Saint-Paul

Le Moulin de la Rémy est l'un des derniers moulins à eau du Québec au Canada. Il est situé à Baie-Saint-Paul, dans la région touristique de Charlevoix, région administrative de la Capitale-Nationale. 

## Identification
(septembre 2018).
- Nom du bâtiment : Moulin de la Rémy
- Adresse civique : 235, Terrasse de la Rémy
- Municipalité : Baie-Saint-Paul
- Propriété : Héritage Charlevoix[1]

## Construction
- Date de construction : de 1825 à 1827
- Nom du constructeur : Jacob Fortin, maître charpentier
- Nom du propriétaire initial : Séminaire de Québec

## Chronologie
- Évolution du bâtiment :
  - 1825-1827 : Construction
  - 1950 : Fin des opérations de mouture de farine de blé
  - 1950-... : Moulée pour les animaux
  - Juillet 2007 : Ouverture officielle
- Propriétaires :
  - 1825-... : Séminaire de Québec
  - 1950-1990 : Félix Fortin
  - Depuis 1992 : Héritage Charlevoix
- Meuniers :
  - 1827-1835 : Roger Bouchard, premier meunier
  - 1950-1990 : Félix Fortin
  - Depuis 2007 : Patrick Gosselin
- Transformations majeures :
  - 1950 : Les anciens mécanismes sont défaits et remplacés par des équipements servant à la mouture de moulée pour les animaux.
  - 1962 : L'écluse est refaite par Félix Fortin.
  - 1997-2007 : Restaurations d'envergure du moulin (dont la reconstruction du mur du côté nord-est, démolition des mécanismes de la meunerie et reconstruction d'anciens mécanismes et d'une roue à eau), restauration de la grange et du caveau, transport d'une maison sur le site pour servir de boulangerie, construction d'une grainerie[2]

## Architecture
- La roue à godet, en chêne blanc, mesure 7,3 mètres (24 pieds) de diamètre et 1,22 mètre (4 pieds) de largeur, elle est la plus grande au Québec. À l’entrée du moulin se trouve une réplique exacte du bluteau original ainsi que trois paires de meules provenant de France.

## Mise en valeur
- Constat de mise en valeur : Visite guidée, vente de farine, boulangerie, deux sentiers, tables à pique-nique.
- Site d'origine : Oui
- Constat sommaire d'intégrité : Les mécanismes ont été reconstruits à partir de pièces neuves et de pièces récupérées sur d'anciens moulins. Le site comprend le moulin, la boulangerie (maison transportée sur le site), une grange (originale), un four à pain, un caveau (original) et une grainerie[3].
- Responsable : Jean-Claude Bernier, directeur général d'Héritage Charlevoix